# Babyninskij rajon
Il Babyninskij rajon (in russo Бабынинский район?) è un rajon dell'Oblast' di Kaluga, nella Russia europea; il capoluogo è Babynino. Istituito nel 1929, ricopre una superficie di 845 chilometri quadrati.